# 竹内重徳
竹内 重徳（たけうち しげのり、別表記：竹内 重德、1943年〈昭和18年〉 - 2014年〈平成26年〉5月15日）は、日本の会社経営者、地方公務員。岩手県土木部長、同県土整備部長、同副知事を歴任。瑞宝中綬章受章。位階は従五位。

## 人物・経歴
一関市花泉町出身。日本大学理工学部卒業。1966年 岩手県庁入庁、2000年 (平成12年) 8月 中山隆の後任として土木部長、2001年4月 県土整備部長、2004年2月 岩手県副知事。技術職出身としては初の副知事だった。岩手県オイルターミナル株式会社代表取締役社長を兼務。2008年の退任まで増田寛也、達増拓也両知事を支えた。
退任後は岩手銀行常勤監査役、岩手県測量設計業協会長を務める。2014年5月15日、膵癌により盛岡市内の病院で死去。70歳没。

## 栄典
- 2013年11月、秋の叙勲で地方自治功労により瑞宝中綬章受章[1]
- 死没日をもって従五位に叙された[8]